# Jayachamaraja Wodeyar
Jayachamaraja Wodeyar Bahadur (* 18. Juli 1919 in Mysore in Indien; † 23. September 1974 in Bangalore in Indien) war der 25. und letzte Maharaja von Mysore.

## Leben
Jayachamaraja Wodeyar war der einzige Sohn des Yuvaraja Kanteerava Narasimharaja Wodeyar. Er absolvierte das örtliche College und schloss die Schule 1938 mit zahlreichen Auszeichnungen und Goldmedaillen ab. Danach ging er auf Europareise, wo er mit vielen Künstlern zusammentraf, und begann ein Studium in Oxford. 1940 folgte er seinem Onkel Krishnaraja Wadiyar IV. auf den Thron – sein Vater war bereits 1939 verstorben – und regierte bis 1950, als Indien zur Republik erklärt und die Fürstenstaaten endgültig der Indischen Union einverleibt wurden. Wodeyar erhielt eine jährliche finanzielle Abfindung. Man gab ihm die Position eines „Rajpramukh“ des Teilstaates Mysore bis 1956. Nach der Zusammenlegung der Nachbarstaaten wurde er bis 1964 erster Gouverneur des zusammengeführten Staates Mysore und später des Bundesstaates Madras (heute Tamil Nadu).

## Mäzen
Jayachamaraja war ein großer Mäzen der Kunst, Kultur, des Sports und der Vertreter indischer Philosophie. Er finanzierte Schallplatten-Aufnahmen des russischen Komponisten Nikolai Karlowitsch Medtner und gründete 1949 die Medtner Society. Medtner revanchierte sich und widmete dem Maharaja sein 3. Klavierkonzert. Wodeyar war der Thronerbe und konnte seine eigenen Ambitionen einer Pianistenkarriere nicht mehr weiter verfolgen. Jetzt widmete er sich der indischen Musik und lernte Vina. Er schrieb 94 karnatische Kompositionen. Er finanzierte die Gründung einer Yogaschule und mehrerer Tempel. Der Maharaja wurde 1945 Lizentiat der Guild Hall of Music und Ehrenmitglied des Trinity College of Music in London. 1948 war er der erste Präsident der Philharmonia Concert Society in London. Er erhielt zahlreiche Ehrungen, u. a. Ehrendoktortitel für Literatur, Philosophie und Recht. 1966 wurde er zum Fellow der indischen Akademie der darstellenden Künste gewählt.